# Antoine Alexandre Hanicque
Antoine Alexandre Hanicque (* 27. Mai 1748 in Paris; † 28. Februar 1821 ebenda) war ein französischer Général de division der Artillerie.

## Leben
Mit siebzehn Jahren meldete sich Hanicque als Freiwilliger zur königlichen Artillerie. Dort konnte er sich bereits nach Kurzem durch Tapferkeit auszeichnen und wurde deshalb auch schnell befördert: 1769 wurde er als Lieutenant nach Besançon versetzt und 1783 hatte er bereits den Rang eines Capitains.
In den Revolutionskriegen konnte sich schon bald auszeichnen; er nahm an der Kanonade bei Valmy (20. September 1792) teil und kämpfte in der Schlacht bei Jemappes (6. November 1792) und in der Schlacht bei Lüttich (27. November 1792).
Im Stab von General Adam-Philippe de Custine besetzte Hanicque u. a. am 21. Oktober 1792 Mainz (→Mainzer Republik). Am 21. März 1795 beförderte ihn Napoleon zum Général de brigade.
Neben Joachim Murat und Louis-Nicolas Davout kämpfte Hanicque bei Jena (14. Oktober 1806), Czarnów (23. Dezember 1806) und Preußisch Eylau (8. Februar 1807).
Am 16. März 1810 wurde Hanicque in den Ruhestand verabschiedet. Er starb in Paris am 28. Februar 1821 und fand dort auch seine letzte Ruhestätte.

## Ehrungen
- 14. Juni 1804 Commandeur der Ehrenlegion
- 2. Juli 1808 Baron de l’Émpire
- Sein Name findet sich am nördlichen Pfeiler (1. Spalte) des Triumphbogens am Place Charles-de-Gaulle (Paris).